# Heliconius maeon
Heliconius maeon är en fjärilsart som beskrevs av Gustav Weymer 1890. Heliconius maeon ingår i släktet Heliconius och familjen praktfjärilar. Inga underarter finns listade i Catalogue of Life.